# How Many More Times
«How Many More Times» es una canción del grupo de rock británico Led Zeppelin, la novena y última pista de su álbum debut Led Zeppelin lanzado en 1969.
En ocho minutos y medio, "How Many More Times" es la canción más larga del álbum. Se compone de varias secciones más pequeñas unidas por un bolero que lleva el ritmo a lo largo de la pieza. Los elementos de la canción se recuerdan ligeramente a un instrumental previamente registrado llamado "Beck's Bolero", de Jeff Beck, en la cual Jimmy Page había desempeñado la guitarra, el bajo Y composición. Esta fue una de las tres canciones de Led Zeppelin en la que Page tocó la guitarra con un arco de violín, las demás canciones son "Dazed and Confused" y "In the Evening".

## Letra
How many more times

How many more times, treat me the way you wanna do
How many more times, treat me the way you wanna do
When I give you all my love, please, please be true

I'll give you all I've got to give, rings, pearls, and all
I'll give you all I've got to give, rings, pearls, and all
I got to get you together, baby
I'm sure, sure you're gonna call
Oh, wanna love some other man too

I was a young man, I couldn't resist
Started thinkin' it over just what I had missed
Got me a girl and I kissed her, and then, and then
whoops, oh, no, yeah, well I did it again
Now I've got ten children of my own
I got another child on the way that makes eleven
But I'm in constant Heaven

I know it's alright in my mind
'cause I got a little schoolgirl and she's all mine
I can't get through to her 'cause it doesn't permit
But I'm gonna give her everything I've got to give

Oh, Rosie, oh, girl
Oh, Rosie, oh, girl
Steal away, now, steal away
Steal away, baby, steal away
Little Robert Anthony wants to come and play
A-why don'tcha come with me, baby, steal away
Alright, alright

Well, they call me the Hunter, that's my name
Call me the Hunter, that's how I got my fame
Ain't no need to hide, Ain't no need to run
'cause I've got you in the sights of my gun

How many more times, barrelhouse all night long, alright
How many more times, barrelhouse all night long
Well, I've got to get to you, baby
So please come home
Why don't you listen to me, babe
Why don't you please come home
Why don't you please come home
Why don't you please come, oh